# Punta Lavalle
Punta Lavalle ist eine Landspitze, die den nördlichen Ausläufer der Hansen-Insel vor der Loubet-Küste des Grahamlands im Norden der Antarktischen Halbinsel bildet. Sie markiert die westliche Begrenzung der Einfahrt von der Hanusse-Bucht in den Gunnel Channel.
Argentinische Wissenschaftler benannten sie. Der weitere Benennungshintergrund ist nicht überliefert.